# Duo Teres
Duo Teres je český komorní hudební soubor. Tvoří jej houslistka Lucia Kopsová a kytarista Tomáš Honěk.

## Historie
Soubor vznikl v roce 2007 při studiu komorní hry na JAMU v Brně pod vedením odborného asistenta MgA. Miloše Vacka (1. houslista Janáčkova kvarteta).

## Repertoár
V repertoáru souboru jsou zastoupena díla od období baroka až po hudbu 20. století. Snahou dua je interpretovat především díla určená původně pro housle a kytaru a také díla soudobých českých i zahraničních autorů.

## Ocenění
V roce 2008 bylo duo vybráno správní radou Českého hudebního fondu na Listinu mladých umělců, v roce 2009 získalo 1. cenu na mezinárodní soutěži Concorso di chitarra classica Enrico Mercatali v Gorizii (Itálie) a také 1. cenu a diplom absolutního vítěze mezinárodní soutěže komorní hry ve Vidnavě (ČR). Duo absolvovalo mistrovské interpretační kurzy v Mikulově v třídách pedagogů a umělců jako jsou např. Alexis Muzourakis, Thomas Offermann, Marco Socías nebo Jens Wagner.